# St. Andreas (Branderode)

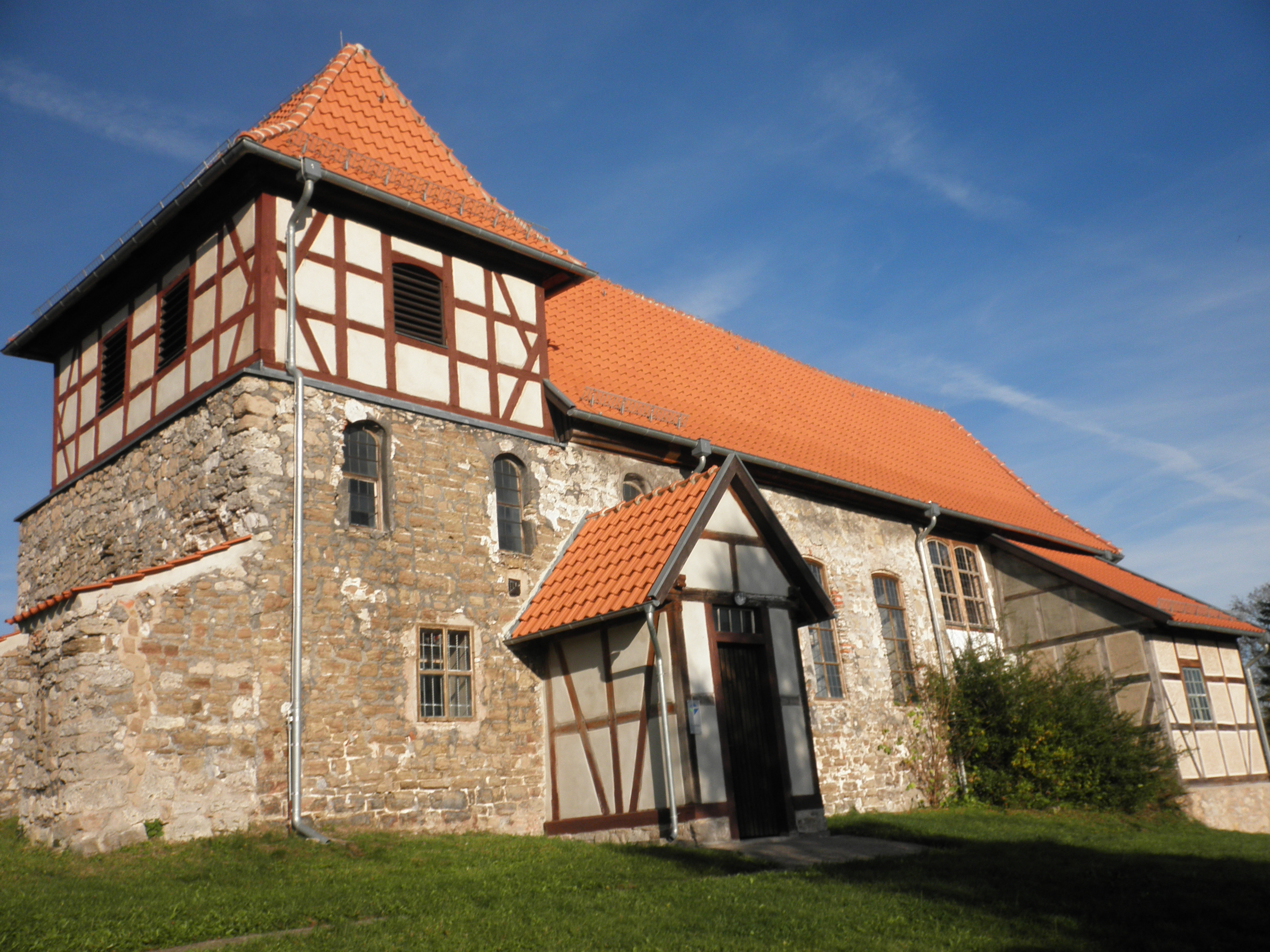
Branderode, St. Andreas

Die Kirche St. Andreas ist eine evangelische Kirche in Branderode, einem Ortsteil von Hohenstein im Landkreis Nordhausen in Thüringen. Die Evangelische Kirchengemeinde Branderode gehört zum Kirchenkreis Südharz der Evangelischen Kirche Mitteldeutschlands gehört.

## Geschichte
Die Kirche ist eine einfache Saalkirche mit polygonalem Kirchenchor, die um 1700 auf der Ruine eines Vorgängerbaus errichtet wurde. Der westliche Teil des Langhauses und der Unterbau des 9 Meter hohen Kirchturms bestehen aus Bruchsteinen. Charakteristisch für den Turm ist ein Fachwerkaufsatz und ein einseitig gewalmtes Dach.
2001 wurde eine Sanierung des Turms vorgenommen, 2008/09 folgten Sanierungsarbeiten am Vorderschiff.
Ungewöhnlich für das Kircheninnere ist eine gedrehte Säule im Vorraum, die als Ständer für die Empore dient. Vermutlich stammt diese aus einer anderen Kirche, da sie in der Gesamthöhe nicht passt und augenscheinlich gekürzt wurde. Das abgeschnittene Stück steht neben der Säule.